# Arctonyx
Arctonyx — рід хижих ссавців з підродини борсукових (Melinae). Мешкають у Південно-Східній Азії. Середовищем проживання є переважно ліси (дощові й гірські) до 3500 метрів над рівнем моря.

## Таксономія
Раніше Arctonyx вважався монотипним родом, що містить один вид, A. collaris, але дослідження 2008 року показало, що він складається з 3 різних видів.

## Видовий склад
Розрізняють три види:
- Arctonyx albogularis — Китай, сх. Індія, сх. Монголія
- Arctonyx collaris — Бангладеш, Камбоджа, сх. Індія, Лаос, М'янма, Таїланд, В'єтнам
- Arctonyx hoevenii — Індонезія (Суматра)

## Морфологічна характеристика
В цілому нагадує борсука (Meles), але відрізняються вузькою, витягнутою мордою. Корінні зуби менші й віддалені один від одного, верхній ряд різців більш вигнутий. Волосяний покрив на спині варіюється від сіро-жовтого до чорного, живіт чорний, як і лапи. Вухо, горло і хвіст білуваті. Кігті сильно витягнуті, загнуті й білого кольору. Ці тварини досягають довжини тіла приблизно від 55 до 70 сантиметрів, довжини хвоста від 12 до 17 сантиметрів і ваги від 7 до 14 кілограмів.

## Спосіб життя
Arctonyx активні в сутінках або вночі, днюють в ущелинах або в норах, які самі викопали. Ймовірно, вони живуть поодинці. Ці тварини є всеїдними, вони використовують свій „хобот“, щоб шукати їжу, подібно до свиней. Вони споживають хробаків, комах, личинок і гризунів, а також коріння, гриби та плоди.
Парування відбувається в травні, через період спокою пологи не відбуваються до лютого чи березня, фактичний період вагітності повинен тривати близько шести тижнів. Розмір виводку від одного до п'яти. Молодняк відлучають у чотири місяці і досягають повного розміру до восьми місяців.

## Загрози й охорона
МСОП визнає 3 види в роду. Arctonyx albogularis і Arctonyx hoevenii мають статус LC, а Arctonyx collaris має статус VU. Великою загрозою є дуже інтенсивне полювання у В'єтнамі та Лаосі. Загрозою також є фрагментація природного середовища існування. По всьому ареалу Arctonyx трапляється в ряді охоронних територій.